# Альдо Бумчі
Альдо Бумчі (алб. Aldo Bumçi; нар. 11 червня 1974, Тирана, Албанія) — албанський політик, член Народних зборів Албанії від Демократичної партії. міністр закордонних справ Албанії з 4 квітня до 15 вересня 2013 року, до цього був міністром юстиції з 2005 по 2007.